# Выбивая долги (фильм)
«Выбивая долги» (англ. The Tax Collector) — американский криминальный триллер режиссёра Дэвида Эйера, с Шайа Лабафом в главной роли. 
Фильм был выпущен 7 августа 2020 года в США. В России вышел 5 ноября 2020 года.

## Сюжет
Фильм повествует о двух напарниках Дэвиде и Крипере, которые собирают «налоги» для самых авторитетных бандитов Лос-Анджелеса, разъезжая по всему городу и наказывая должников. Так они спровоцировали конфликт между двумя бандами, который может обернуться кровавой бойней, коллекторы поставили под угрозу свои жизни. А возвращение опасного конкурента из Мексики ставит под угрозу всё их дело, а главное — теперь на кону и семья Дэвида.

## В ролях
| Актёр             | Роль                                            |
| ----------------- | ----------------------------------------------- |
| Бобби Сото        | Дэвид Куэвас (сборщик налогов)                  |
| Шайа Лабаф        | Крипер (сборщик налогов, друг и партнёр Дэвида) |
| Синтия Кармона    | Алексис Куэвас (жена Дэвида)                    |
| Лана Паррия       | Фави                                            |
| Челси Рендон      | Лупе (двоюродная сестра Дэвида)                 |
| Габриэла Флорес   | Джазмин                                         |
| Эльпидия Каррильо | Джанет                                          |
| Джордж Лопес      | Луис (дядя Дэвида)                              |
| Брайан Ортега     | Вином                                           |
| Брендан Шауб      | Негро                                           |
| Джимми Смитс      | Уизард (криминальный босс)                      |

## Создание
21 июня 2018 года было объявлено, что Шайа Лабаф и Дэвид Эйер объединятся для фильма «Выбивая долги». В мае 2018 года Брендан Шауб присоединился к актёрскому составу на эпизодическую роль. В июле 2018 года Челси Рендон, Синтия Кармона, Лана Паррия, Габриэла Флорес и Джордж Лопес присоединились к съёмочной группе.

### Съёмки
Съёмочный период проходил с 16 июля по 16 августа 2018 года.
По словам режиссёра Дэвида Эйера, Шайа Лабаф для съемок в фильме сделал настоящую татуировку с надписью «Creeper» на груди.

## Выпуск
В мае 2020 RLJE Films приобрел права на распространение фильма. Выпуск состоялся 7 августа 2020 года в США.